# Saalkreis
Il Saalkreis era un circondario della Sassonia-Anhalt di 75.712 abitanti, che aveva come capoluogo Halle (Saale).
Già circondario durante la DDR, venne mantenuto tale (sebbene con un ritocco dei confini) anche dopo l'unificazione. Il 1º luglio 1994 ha subito un ampliamento territoriale, raccogliendo parte del territorio del circondario di Querfurt. Il 1º luglio 2007 è stato poi unito con il circondario di Merseburg-Querfurt, a formare il nuovo circondario della Saale.

## Città e comuni
(Abitanti al 31 dicembre 2006)
| Città 1. Kabelsketal (9.045) 2. Landsberg (8.518) 3. Löbejün (2.287) 4. Wettin (2.076) | Comuni 1. Angersdorf (1.195) 2. Beesenstedt (1.266) 3. Bennstedt (1.497) 4. Brachstedt (915) 5. Brachwitz (1.009) 6. Braschwitz (1.264) 7. Döblitz (189) 8. Domnitz (806) 9. Dößel (360) 10. Dornstedt (752) 11. Fienstedt (236) 12. Gimritz (364) 13. Götschetal (5.863) 14. Hohenthurm (1.916) 15. Höhnstedt (1.584) 16. Kloschwitz (478) 17. Krosigk (874) 18. Kütten (422) 19. Langenbogen (2.622) 20. Lieskau (2.652) 21. Morl (920) 22. Nauendorf (1.835) 23. Neutz-Lettewitz (913) 24. Niemberg (1.482) 25. Oppin (1.551) 26. Ostrau (1.260) 27. Petersberg (690) 28. Peißen (1.071) 29. Plötz (760) 30. Rothenburg (867) 31. Salzmünde (2.486) 32. Schochwitz (1.251) 33. Schwerz (541) 34. Steuden (955) 35. Teutschenthal (9.397) 36. Zappendorf (1.543) |